# Stigmella obliquella
Stigmella obliquella là một loài bướm đêm thuộc họ Nepticulidae. Nó được tìm thấy ở khắp châu Âu (ngoại trừ Balkan Peninsula), phía đông đến miền đông châu Á, miền đông Nga và Trung Quốc.
Sải cánh dài 4.6–6 mm. Con trưởng thành bay từ tháng 4 đến tháng 5 và một lần nữa vào tháng 8.
Ấu trùng ăn Salix alba, Salix babylonica, Salix x chrysocoma, Salix fragilis, Salix pentandra, Salix triandra và Salix viminalis. Chúng ăn lá nơi chúng làm tổ. 